# Фаншипан
Фаншипа́н (вьет. Phan Xi Păng, фан си панг) — гора, расположенная во вьетнамской провинции Лаокай в 19 км от города Шапа. Высочайшая вершина Индокитая (3143 м). Принадлежит хребту Хоангльеншон, который образует водораздел рек Хонгха и Да.
Фаншипан сложен гранитами, гнейсами и кварцитами. Здесь находится фаншипанское урановое оруднение. Согласно данным Вьетнамского геологического общества, возраст горы составляет 250—260 млн лет, её образование датируют поздним пермским — ранним триасовым периодом.
Склоны горы покрыты густыми лесами. На ней растут джекфруты, бомбакс капоковый, низкорослый бамбук Phyllostachys, различные осоковые и розовые. Из-за влажности и низкой температуры восхождение на Фаншипан может представлять трудности.
На вершине горы находится металлическая пирамидка с надписью «FANSIPAN 3.143 m». Первоначально пирамида была установлена советскими специалистами из города Хоабинь, участниками любительской альпинистской экспедиции на Фаншипан 1985 года, официально приуроченной к празднованию 40-летия победы СССР над Германией — это было первое зарегистрированное восхождение на гору со времён колониального периода.